# Pedicularis schizocalyx
Pedicularis schizocalyx är en snyltrotsväxtart som först beskrevs av Johan Martin Christian Lange, och fick sitt nu gällande namn av Steininger. Pedicularis schizocalyx ingår i släktet spiror, och familjen snyltrotsväxter. Inga underarter finns listade i Catalogue of Life.